# Okrajno sodišče v Ilirski Bistrici
Okrajno sodišče v Ilirski Bistrici je okrajno sodišče Republike Slovenije s sedežem v Ilirski Bistrici, ki spada pod Okrožno sodišče v Kopru Višjega sodišča v Kopru. Trenutni predsednik (2017) je Mirjana Reberc.